# Fathoms Below
«Fathoms Below» (рус. Глубины ниже) — это вступительная песня из анимационного художественного фильма Disney «Русалочка» 1989 года. Его продолжительность составляет 1:41 минуты, тогда как версия в мюзикле примерно вдвое длиннее, с дополнительными словами, написанными Гленном Слейтером.  Песня написана Аланом Менкеном и Ховардом Эшманом, в исполнении Корабельного хора и вошла в альбом The Little Mermaid - An Original Walt Disney Records Soundtrack.
Позже песня ненадолго появилась в шестнадцатом эпизоде четвёртого сезона «Однажды в сказке», которую спела Урсула в подростковом возрасте во время воспоминаний.

## Производство
Эшман решил структурировать вступительную сцену как подводный монтаж, и поэтому вместе с Менкеном написал песню «Fathoms Below». Песня была сильно урезана, поскольку Джеффри Катценберг думал, что в фильме, в отличие от бродвейского шоу, публика не захочет смотреть длинный вступительный номер. Расширённая сцена должна была показать, что Урсула — сестра короля Тритона.
Песня представлена в аттракционе Диснейленда Electrical Water Pageant.

## Синопсис
«Корабль, полный моряков, впервые вышел на сцену в номере «Fathoms Below»», и они поют о таинственности глубокого синего моря и мифических историях о мерфолках, таких как «смотри, парень, тебя ждёт русалка». Песня представляет фильм и легенду о мерфолках с точки зрения моряков, рассказывающих принцу Эрику, и предвещает любовный сюжет между Ариэль и принцем Эриком.

## Составление
Песня — это «возбуждающая морская шанти».

## Приём
Filmtracks писал, что «из семи песен в «Русалочке» первые две «Fathoms Below» и «Daughters of Triton» являются более слабыми ансамблевыми частями, которые не могут конкурировать с более длинными производственными номерами, которые следуют далее». Рабочие голоса «Fathoms Below» сильны как в представлении моряков, так и в качестве записи. Если бы эта песня была расширена для фильма, как для бродвейского шоу, она могла бы стать хитом». Описывая альбом фильма как «плоский и скучный», он отметил: «Только вокалы в «Fathoms Below»» и некоторые удары в «Джиге», кажется, выставляют трёхмерный звук».
Рецензируя бродвейский мюзикл, Variety написал: ««Under the Sea» была бы более очевидным открытием сцены, чем хриплая морская шанти «Fathoms Below», расширённая из нескольких одноразовых баров в фильме».